# Gold (canción de Spandau Ballet)
«Gold» es un sencillo de la banda inglesa Spandau Ballet, extraído del tercer álbum de estudio True, editado en 1983.

## Historia y producción
El integrante del grupo Gary Kemp escribió la letra y compuso la música, y la canción fue producida por la asociación de Jolley & Swain.

## Recepción inicial
La canción es el segundo sencillo exitoso de Spandau Ballet en el Reino Unido y los Estados Unidos luego del lanzamiento anterior de «True», alcanzando el puesto 2 en la UK Singles Chart (KC and the Sunshine Band con «Give It Up» habían ocupado el primer lugar) y el 29 en el Billboard Hot 100.
El vídeo musical fue dirigido por Brian Duffy y rodado en localización en Carmona, España. Un vídeo de "making of" ofreció fotografías de la banda tomadas por Chris Duffy.
El vídeo cuenta además con la participación de Sadie Frost como una ninfa pintada de color oro, en uno de sus primeros papeles.

## Lista de canciones

### Versión de siete pulgadas (7")
1. "Gold" – 3:54
2. "Gold (Instrumental)" – 2:40

### Versión de doce pulgadas (12")
1. "Gold (Extended Version)" – 7:12
2. "Foundation (Live)" – 3:54[2]

## Listas
| Lista (1983–84, 2012)             | Posición |
| --------------------------------- | -------- |
| Australia (Kent Music Report)     | 9        |
| Canadian Singles Chart            | 12       |
| Francia Airplay Chart             | 3        |
| Netherlands Singles Chart         | 3        |
| New Zealand Singles Chart         | 8        |
| España (AFYVE)                    | 4        |
| UK Singles Chart                  | 2        |
| US Billboard Hot 100              | 29       |
| US Billboard Hot Dance Club Songs | 8        |
| US Billboard Adult Contemporary   | 17       |